# Cyantific
Cyantific je hudební skupina pocházející z Londýna.
Jejich hudba se dá popsat jako experiment na hraně mezi drum and bassem a techstepem.

## Historie
V roce 2006 vydali své debutové album Ghetto Blaster, kterému předcházelo množství samostatných singlů. Častá je také jejich spolupráce s Matrix a Logistics.V současnosti se projektu věnuje už jen Jon který v roce 2010 zakládá vlastní label s názvem Cyantific na němž chystá vydat nové album

## Diskografie

### Vlastní alba
- Ghetto Blaster (2005)

### Mixy
- Journeys Through Innerspace Mix (2006) Mixováno pro portál Dogs on Acid. Více info zde:
- Sex Education Mix (2007) Mixováno pro portál Dogs on Acid. Více informací zde:

### Singly
- Forced / Bombjack (2002)
- Timescape / More Than One (2003)
- Neon Skyline (2003)
- Be True / Heart Beating (feat. Merly B) (2003)
- Little Green Men / Quiet Star (2004)
- Black Rain - Lifecycle (2004)
- Total Science - Jet Set (2005)